# Salvato (vescovo)
Salvato o Salvatore (... – agosto 1478) è stato un vescovo cattolico italiano.

## Biografia
Dottore in legge e canonico della Cattedrale di Anagni, il 14 aprile 1451 fu eletto vescovo di Anagni da parte di papa Niccolò V.
Nel 1455, consacrò nel convento dei minori francescani di San Lorenzo al Piglio un altare in onore del beato Andrea Conti, nobile anagnino e fratello della madre di Bonifacio VIII.
Governò la diocesi per 27 anni, fino alla sua morte avvenuta nell'agosto del 1478.